# Perla orientalis
Perla orientalis är en bäcksländeart som beskrevs av Peter Walter Claassen 1936. Perla orientalis ingår i släktet Perla och familjen jättebäcksländor. Inga underarter finns listade i Catalogue of Life.